# کانگ ره یون
کانگ ره یون (کره‌ای: 강래연؛ زادهٔ ۱۹ مارس ۱۹۸۱) بازیگر اهل کره جنوبی است. او به خاطر ایفای نقش در مجموعه‌های تلویزیونی همچون شب پرستاره گوهو، بیدار و وب‌تون امروز شناخته می‌شود.